# Gabriel Stern

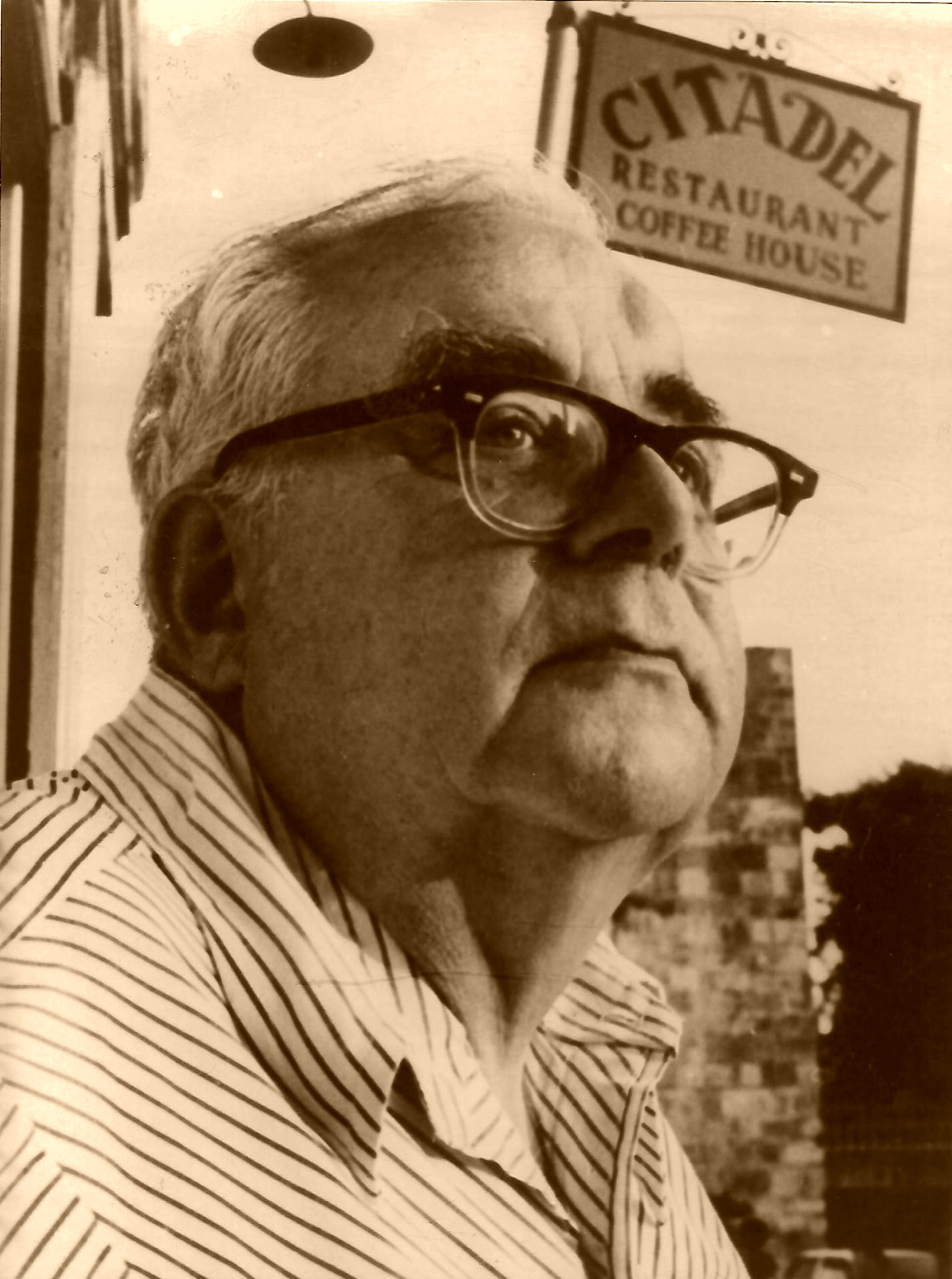
Gabriel Stern, 1982

Gabriel Stern, früher auch Gerhard Gabriel Stern (* 27. Oktober 1913 in Attendorn; † 5. Mai 1983 in Jerusalem), war ein jüdischer Schriftsteller und Journalist.

## Leben
Gerhard Gabriel Stern war ein Sohn des Kaufmanns Hermann Stern und der Henriette Lenneberg. Seine Eltern besaßen das damals weit über Attendorn hinaus bekannte Kaufhaus Lenneberg. Seine Mutter starb 1929, sein Vater wurde Opfer des Holocaust. Seinen drei Geschwistern gelang die Flucht vor der deutschen Judenverfolgung. Gabriel Stern besuchte die Volksschule und anschließend das heutige Rivius-Gymnasium in Attendorn, wo er am 14. März 1933 sein Abitur mit Auszeichnung ablegte. Er war damit vor dem Zweiten Weltkrieg der letzte Deutsche mit jüdischem Glauben, der in Attendorn die Reifeprüfung absolvierte.
Seinen ursprünglichen Plan, in Freiburg Philosophie zu studieren, gab er wegen der nationalsozialistischen Zulassungsgesetze auf. 1933 floh er vor dem NS-Regime nach Holland, wo er als Bauer arbeitete. 1936 wanderte er von dort nach Jerusalem aus und studierte dort Judaistik, Arabisch und Islamkunde, konnte aber keinen Abschluss erreichen. In der Zeit von 1940 bis 1949 arbeitete er als Redakteur bei einer Zeitschrift für jüdisch-arabische Verständigung. Von 1947 bis 1949 diente er außerdem im jüdischen Selbstschutz.
Ab 1949 war er hauptberuflich als Journalist tätig, ab 1951 als Hauptstadtkorrespondent. 1973 verlieh ihm die Stadt Jerusalem den Pressepreis. 1979 war er auf Einladung des Auswärtigen Amtes für 14 Tage auf einer Vortragsreise in Deutschland. Dabei besuchte er auch Attendorn. 1981 wurde ihm wegen seiner Verdienste um die Menschenrechte der Ehrenpreis der Association of Civil Rights verliehen. 1982 besuchte er die Welttagung des International Council of Christians und Jews. Gabriel Stern starb an den Folgen eines Herzanfalls.

## Freundschaft mit der Familie Schwerin
1948 verließ der Rabbiner Kurt Wilhelm Jerusalem und ging als Oberrabbiner nach Stockholm. Ricarda Schwerin, die zu dem Zeitpunkt als Hausgehilfin bei der Familie Wilhelm arbeitete, wurde von Wilhelm die Verwaltung des von Conrad Schick erbauten Taborhauses übertragen. Ricarda Schwerin zog daraufhin mit ihren beiden Kindern, Jutta Oesterle-Schwerin und Tom Segev (damals noch Thomas Schwerin), ins Taborhaus und vermietete von ihr nicht benötigte Räume an andere Personen. Gabriel Stern war einer der ersten Mitbewohner.:S. 79 ff. Stern wurde zu einem engen Freund der Familie, der entscheidenden Einfluss auf die Entwicklung von Segev hatte.

„Ich liebte Gabriel. Er war fiir mich fast alles, was ein Kind von seinem Vater erwartet, aber ich Weiß nicht, ob er mich wie einen Sohn liebte. Wir haben nie darüber gesprochen: Gabriel pflegte anderen keinen Einblick in sein Gefühlsleben zu geben; auch ich tat das nicht. Aber er war die Brücke zwischen der Welt meiner Mutter und der israelischen Wirklichkeit. Warmherzig, klug, ermutigend und unterstützend brachte er mir bei, in beiden zu leben. Damit lenkte er mich zum Journalismus. Es begann als Hobby, noch in der achtjährigen Grundschule.“

Stern blieb eine lebenslange Bezugsperson für Segev und verhalf diesem kurz nach dem Sechstagekrieg zu einer Anstellung bei der Zeitung Al Hamishmar:S. 181, für die Stern selber arbeitete. Für Segev war es die erste professionelle Journalistenstelle. 

## Leistungen
Gabriel Stern setzte sich wie Martin Buber stets für die Verständigung zwischen Juden, Christen und Moslems ein. Für seine Verdienste auf dem Gebiet der Menschenrechte erhielt er 1981 den Emil-Grünzweig-Menschenrechtspreis. Die Stadt Attendorn hat außerdem eine Straße nach ihm benannt.